# 루시페린
루시페린(Luciferin)은 생물 발광에 관여하는 물질을 총칭하는 말이다. 루시페레이스에 의해서 산화될 때 발광을 일으킨다. 개똥벌레나 발광성 미생물 등에 존재한다.

## 분류
개똥벌레와 그 유충, 방아벌레 등이 육지에 사는 발광생물의 대표적인 종류이다. 하지만 대부분의 발광 생물은 해양에 서식하며, 박테리아와 플랑크톤에서 물고기에 이르기까지 그 종류가 다양하다. 생물 발광은 많은 목적을 가지고 있으며 짝짓기와 의사소통, 성 구별, 먹이의 탐색 및 포식자로부터의 생존에 중요한 요소로 보인다. 얼마나 많은 종류의 루시페린이 존재하는지는 알려지지 않았지만, 일부는 그 구조가 알려져있다. 모두 빛을 내는데 활성 산소를 사용한다는 공통점이 있다.

### 개똥벌레 루시페린

개똥벌레 루시페린의 구조

자연계 화학발광 분자의 예로 개똥벌레에 루시페린이 있다. 이 루시페린의 IUPAC 명칭은 (4S)-2-(6-hydroxy-1,3-benzothiazol-2-yl)-4,5-dihydrothiazole-4-carboxylic acid이다. 염기 조건 하에 이 분자를 산화시키면 고리 내의 두 탄소가 산소로 치환된 시클로뷰타논 중간체가 만들어지고, 곧 복잡한 복소고리 화합물과 이산화탄소로 분열하며 빛을 낸다. 이 때의 빛은 노란 색이며, 반응에 아데노신 삼인산이 필요한 것이 특이점이다.

### 달팽이 루시페린

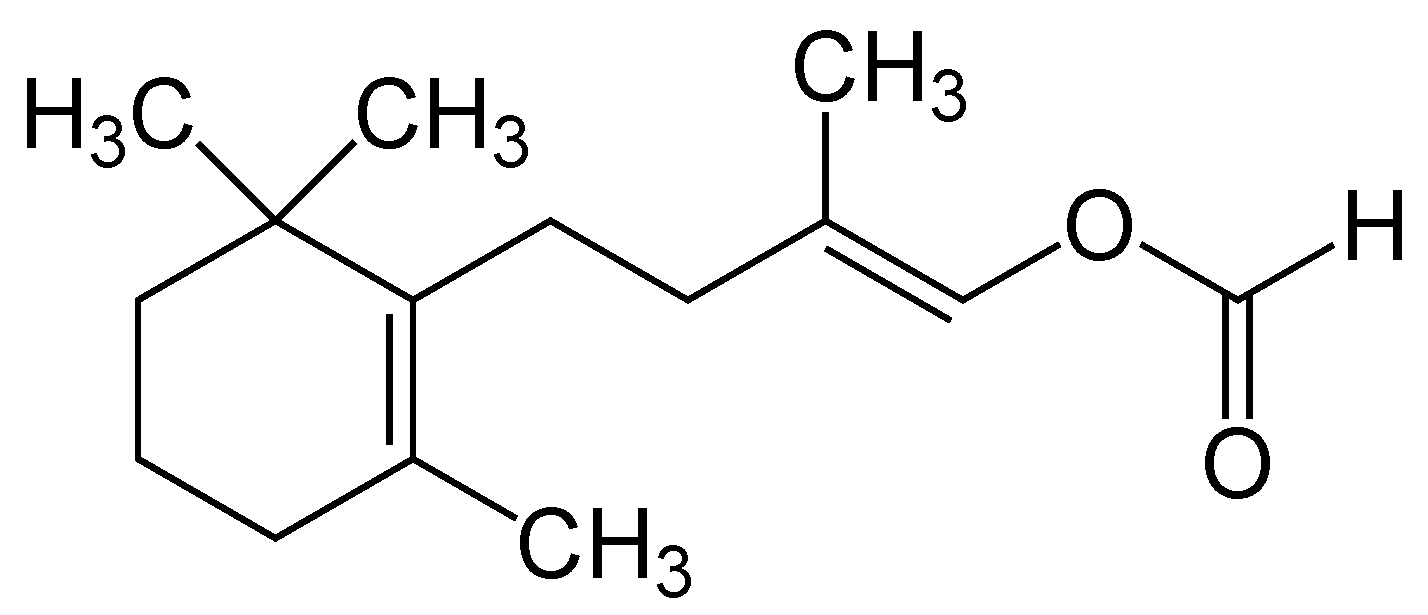
달팽이 루시페린의 구조

Latia neritoides는 달팽이의 일종으로, 현재까지 발견된 것 중 유일하게 민물에 서식하며 발광을 하는 복족류이다. 위협을 가하거나 소량의 알코올을 서식지에 떨어트리는 것만으로 이의 발광을 확인할 수 있다. 이의 루시페린의 IUPAC 명칭은 (E)-2-methyl-4-(2,6,6-trimethyl-1-cyclohex-1-yl)-1-buten-1-ol formate이며, 그 반응은 다음과 같다.
달팽이 루시페린 + XH2 + 2 O2 → 산화된 달팽이 루시페린 + CO2 + HCOOH + X + H2O + 빛

### 박테리아 루시페린
바다 속에 서식하는 미생물인 Achromobacter fischerii의 루시페린은 환원형 플래빈 모노뉴클레오타이드이다.

### 코엘린테라진

코엘린테라진

코엘린테라진(coelenterazine)은 루시페린의 일종으로 7개의 문(門)에 달하는 다양한 해양 동물에게서 발견된다. 이는 발광 단백질과 함께 작용하여 파란 빛을 방출한다.

## 장점
루시페린을 이용한 생물 발광은 엄청나게 효율적이다. 예를 들어, 개똥벌레는 화학적 과정에서 발생하는 에너지의 약 40%를 빛으로 변환한다. 이에 비해 일반적인 전구의 효율은 10%로, 대부분의 에너지는 열로 방출된다.